# Nodaria cingala
Nodaria cingala là một loài bướm đêm trong họ Noctuidae.